# 쇼 비디오 자키
《쇼 비디오 자키》는 1987년 5월 14일부터 1991년 4월 21일까지 KBS에서 방송되었던 코미디 프로그램이다.
거의 같은 시기에 토요일마다 방송되던 《유머 1번지》와 함께 KBS를 대표하는 코미디 프로그램으로 군림했다. 그러나 주로 스튜디오에서 촬영되던 《유머 1번지》와는 다른 공개 코미디 구성이었다. DJ 김광한이 프로그램 마지막에서 뮤직비디오를 소개해서 시청자들에게 인기를 끌었다.
한편, 1990년 3월 18일부터 간판 코너인 '쓰리랑 부부' '네로 25시' 등이 막을 내린 뒤 하락세를 보여왔는데 1987년 제 5기를 끝으로(82년 처음 개최했다가 84년 재개) 공채 개그맨 콘테스트를 선발하지 않은 것이 컸고 KBS는 1990년 6월 제 6기로 공채 개그맨 콘테스트를 재개했으며 다음 해인 1991년 5월 제 7기부터 '대학개그제'로 형식을 변경했다.
결국 다음 해인 1991년 2월 3일부터 토크쇼 형태로 변경시켰으나 결국 그 해 4월 21일 막을 내린 후 당시 <쇼 비디오 자키> 시간에는 토요일 오후 6시 40분에 방송된 《유머 일번지》가 1991년 5월 26일부터 이동 편성됐고 토요일 저녁 프로그렘 빈자리는 《토요대행진》이 새로 방송되었다.
아울러, 출연진 중의 한 명이었던 심형래가 해당 프로그램 등을 통해 제 18회 한국방송대상 남자 코미디언상 수상(17회부터 남녀 코미디언상 시행)의 영예를 안았는데 프로그램 폐지(91년 4월 21일) 후 받은 최초 한국방송대상 코미디언상이었으며 그 이후 한동안 명맥이 끊겼지만 정선희가 SBS <해피타임> 등을 통해 제 25회 여자 코미디언상 수상으로 프로그램 폐지(98년 4월 29일) 뒤 받은 한국방송대상 코미디언상 두 번째 수상자가 됐고 한국방송대상은 26회부터 남녀 코미디언상에서 통합 코미디언상으로 변경됐다.

## 방송 시간
- 1987년 5월 14일 ~ 1987년 11월 5일 - 목요일 저녁 7시 45분 (1TV)
- 1987년 11월 10일 ~ 1988년 2월 23일 - 화요일 저녁 7시 45분 (1TV)
- 1988년 3월 6일 ~ 1991년 4월 21일 - 일요일 저녁 6시 40분 (2TV)

## 코너

### 도시의 천사들
출연 : 임하룡(두목 쉰옥수수), 김정식(밥풀떼기), 양종철(물방개), 오재미(주물럭), 서원섭(젖은풀빵),조문식(마른 장작)
등이 뒷골목의 건달을 연기하였다. 임하룡은 할 일을 회피하면서 내뱉은 말인 "이 나이에 내가 하리" 등 무수한 유행어를 만들었다. "밥풀떼기"라는 별명이 유명한 김정식의 코믹연기와 올챙이 춤, 양종철의 무식개그 가 한층 재미를 부각시켰다.

### 시커먼스
출연 : 이봉원, 장두석
이봉원, 장두석이 흑인 흉내를 내는 코너이다. 유행어로는 "오늘도 시커먼스, 망했다 망했어~ (뒤 생략)"라는 유행어가 있었다. 1988년 서울 올림픽이 열리기 직전 흑인 비하를 이유로 폐지되고 만다. 훗날 개그콘서트에서 이수근과 정명훈이 "키 컸으면"이라는 코너로 재현시켰다.

### 쓰리랑 부부
출연 : 김미화, 김한국, 신영희, 지영옥
아리랑 남매의 후속작으로 출연진도 동일하다. 김미화, 김한국, 국악인인 신영희 명창이 출현했다. 쓰리랑 부부가 티격거리면서도, 행복하게 사는 모습을 소재로 한 작품으로, 당시 김미화는 일자눈썹에 야구방망이를 들고 다니는 분장으로 시청자들에게 강한 인상을 주었다. "음메, 기살아", "음메, 기죽어"라는 대사와 김미화가 일자눈썹에 강아지 '행국이'를 손에 안고 신세한탄을 하는 내용으로 부부싸움을 재미있게 묘사하였다. 물론 이들의 싸움은 신영희 명창의 중재로 중단되어 화해한다. 후반에는 쓰리랑 부부가 세들어사는 집의 집주인 지씨(지영옥)가 난입했다. 행국이 역의 강아지는 강아지가 스트레스로 인한 고통을 덜 받도록 매 회 다른 강아지가 출연했다. 극에서 아저씨로 나온 김한국 씨는 세바퀴에 출연하여 신영희 명창이 코미디 출연으로 인간문화재 선정이 늦어질 정도로 국악계에서 왕따를 당했지만, 그럼에도 국악과 사회는 소통해야 한다는 신념에 따라 출연하였다고 말했다.
추가로 1989년 12월 3일 부터 1990년 1월 28일까지 특별기획 '쓰리랑부부 그후 10년'이 방영되었다

### 네로 25시
출연 : 최양락(네로 황제), 임미숙(날라리아 왕비), 김학래(동기리우스), 전유성(단순/당숙리우스), 엄용수(당돌리우스), 최형만(댕기리우스), 정명재(페트로니우스), 이상운(메기테리우스), 조금산, 이경래(발바리우스), 하상훈(얼떨리우스), 김용(헷갈리우스), 손경수(침묵리우스), 보조출연자 다수(시녀 2~4명, 호위무사 2~5명, 근위병 4~6명 등) 등 총합 20명 이상이 출연한 규모있는 코미디.
고대 로마 시대의 원로원을 배경으로 한 시사 풍자 코미디이다. 최양락이 네로 황제를, 임미숙이 날라리아 왕비를 맡았다. 원로원 위원으로 엄용수, 정명재, 김학래 등이 출연했다. 시사 문제를 비평하는 풍자 코미디였는데, 대표적인 예로 날라리아 왕비가 다미선교회(1992년 10월 예수 그리스도가 재림한다는 이른바 시한부 종말론을 주장하며 사회적 물의를 일으킨 사이비 종교)에 빠져든다는 설정으로 풍자하는 내용이 있었다. 코너 후반에 주정뱅이 얼떨리우스가 술에 취해서 궁중에 난입하기도 했으며 나중에는 얼떨리우스의 아내 띨띠리아도 같이 난입했다. 하나의 코너에서 중간에 난입하여 분위기를 바꾸는 역할은 이후 개그콘서트의 봉숭아 학당에서 곤잘레스(송준근), 왕비호(윤형빈) 등이 반복하게 된다. 이 코너에서 최양락은 "오! 신이시여"라는 유행어를 유행시켰다. 이 코너에 출연한 개그맨 전부가 스타덤에 올랐으며 심지어는 대사가 없는 캐릭터, 그래서 동료 배우들과의 대사 연습에 참여하지만 침묵을 지키던 침묵리우스 역의 손경수마저 광고 제안을 2개나 받을 정도로 인기를 누렸다. 쇼 비디오 자키의 코너 가운데 가장 많은 인원이 동원되었으며 당시 노태우 대통령이 대선 후보로 출마하던 시절 자신을 개그의 소재로 사용해도 된다는 말 한 마디에 만들어진 코너이다.

### 인생 스케치
출연 : 정명재
정명재 혼자 나와서 음악에 맞춰 그림을 그리는 마술 같은 그림의 원조 코너이다. 그림을 그리는 도중 틀리면 모델의 얼굴에다가도 똑같이 물감으로 칠하며 그림을 그리면 그린 대상에 따라 반응이 나오기도 하는 등 여러가지로 재미있는 코너이다. 정명재가 그림을 매우 잘 그린다는 점에서 아이디어를 얻어서 만들어진 코너이다. 이 코너를 진행한 정명재는 이 코너로 아이스크림 파시통통의 광고를 촬영했다.

### 고슴도치 가족
출연 : 이경애, 이상운, 윤혜영, 지영옥
이경애가 시어머니로, 이상운이 아들, 윤혜영이 며느리로, 지영옥이 딸(시누이)로 나온 코너. 코너에서 이경애씨는 며느리에게 섭섭함을 느끼면 저 세상에 간 남편의 사진을 꺼내서 우는 시어머니로, 지영옥은 시어머니가 며느리를 혼낼 때 간섭하는 시누이로 연기하였다.

### VJ 법정 최변호사 김변호사
출연 : 최양락, 김미화 등
최양락이 피고측 변호인으로, 김미화가 원고측 변호인으로 출연했으며 김진호가 재판장으로, 김종국이 서기로 출연하였다. 추가로 1990년 12월 30일 방송분엔 남자(최양락)가 망년회 술김에 목욕 중인 여자(김미화) 사는 집에 잘못 찾아가 여자가 남자한테 꽃병을 던지는 내용을 소재로 최화정이 피해자인 최양락 변호인 백준기가 가해자인 김미화 변호인으로 특별출연 원고 청구 결과는 기각

### 벌레들의 합창
출연 : 심형래(파리, 지네 머리), 박승대(개미), 김의환(모기), 서원섭(배짱이), 유재석을 포함한 5~6명의 보조출연자 (이상 지네 뒷다리)

### 동물의 왕국
출연 : 심형래(펭귄), 김의환(곰), 김학래(호랑이), 박승대(원숭이), 유재석(당나귀)
밀림에 사는 동물들의 이야기를 다뤘으나 생뚱맞게도 밀림에 펭귄이 등장한다. 펭귄이 등장하는 것으로 미뤄 본다면 배경은 나미비아가 된다. 펭귄은 바보개그의 진수를 보여주며 특히 자신이 농약을 먹여서 키웠다는 당나귀를 데리고 오는 에피소드도 있다.

### 남남북녀
출연: 이경래, 김지선,김찬
한국에서 온 남자와 북한에서 온 여자가 만나 벌이는 커플 콩트.

### 니캉내캉
출연: 장두석, 이봉원
<시커먼스> 이후 1989년에 선보인 장두석, 이봉원의 음악 개그 제2탄.

### 역
출연: 양종철, 이경래.

### 병사 심틀러
출연: 심형래, 조금산 외.
나치 독일군을 풍자한 코너로 심형래가 나치 독일군 병사로, 조금산이 나치 독일군 장교로 등장한다. 적으로 등장하는 사람들이 베트콩, 아메리카 원주민, 아프리카 식인종 등 나치 독일과는 아무 연관성이 없는 사람들이다.

### 맨 처음 황제
출연: 임하룡, 엄용수, 김현영 외.

### 벤허의 후보들
출연: 김학래, 심형래, 최영준, 오재미 외.

### 달빛 소나타
출연: 이경애, 이경래 외.

### 철없는 가족
출연: 심형래, 임하룡 외.

### 서울은 내꺼다
출연: 김학래, 임하룡, 이경애 , 이현순, 오성우 외.
- 방송 기간 : 1991년 2월 10일 ~ 4월 21일

임하룡 ; 아버지 역 / 이경애 ; 어머니 역 / 김학래 ; 임하룡의 아들 역 / 이현순 ; 김학래의 부인 역(임하룡, 이경애의 며느리) / 오성우 ; 김학래, 이현순의 아들 역(임하룡, 이경애 부부의 손자)
충청도 출신의 임하룡과 김학래 그리고 충청도식 개그의 달인인 이경애가 출연한 코너로(당시 방영중인 충청도식 개그의 표준인 유머1번지 괜찮아유 코너에서 김학래와 이경애가 부부로 나왔으나 본 코너 에서는 노모와 중년 아들로 출연함) 나이 80의 시골 출신 임하룡이 나이 50의 서울 큰아들 김학래 집에 얹혀 사는 대한민국의 수도이자 물질 만능주의, 외제 선호사상, 외래어 남용의 성지인 서울 생활을 적나라하게 표현한 코너로 오프닝은 임하룡이 "학래야 나 막차타고 시골 내려가마" 부터 엔딩은 며느리(이현순 분 역)가 서울에서 사용한 흔한 물건을 웃어른인 임하룡 한테 조롱의 언어로 사용하다 오해한 장면이 자주 나오기도 했었다
1991년 4월 7일 200회 특집 방송엔 임하룡의 칠순 잔치가 방영되고 며느리가 효도관광 으로 "아버님 칠레" 하다 "아버님 칠래" 라며 오해한 장면이 나온 끝에 엔딩은 송골매의 모여라가 열창되었고 4월 21일 마지막 방송분엔 임하룡이 아들인 김학래의 회사 사장님 초청차 이전과 다른 모습의 정장 차림으로 출연 엔딩은 이사가 선물한 탁상용 라이타를 나이탓 으로 오해한 장면을 끝으로 '쇼비디오자키'는 대단원의 막이 내린다
주요 조롱 단어도 메론(메롱), 쨈(잼잼), 양주 꼬냑(꼬냐), 짝꿍(까꿍), 피자(삐자), 마스크 팩(때릴 패), 쨈통(쌤통), 롤러 스케이트(놀아), 칠레(칠래 200회 특집), 축구선수 펠레(팰래), 라이타(나이탓)

## 같이 보기
- 유머 일번지 (KBS)